# Michal Pešek
Michal Pešek (4. května 1959 Praha – 7. května 2012 Praha) byl český herec a moderátor, místní politik a podnikatel.

## Život
Po studiích herectví na Pražské konzervatoři (absolvoval v roce 1980 v ročníku spolu s např. Vladimírem Dlouhým a Zlatou Adamovskou) hrál nejprve ve Státním divadle v Ostravě, odtud přešel do Městských divadel pražských (Divadlo ABC), poté působil v letech 1984–1990 ve Vinohradském divadle. Hostoval rovněž v pražském Národním divadle (na scéně Tylova divadla, dnes Stavovské divadlo) jako Lucius ve hře Jana Drdy Hrátky s čertem (režie Václav Hudeček).
V roce 1977 pobýval na stáži v Hollywoodu u produkční firmy Universal Studios.
Od roku 1991 se věnoval i moderátorské činnosti (rozhlasové stanice RTL Radio Praha, Radio Golem, RADIO BONTON), od roku 1993 podnikal v oborech reklama, marketing a finance. Byl též poradcem ministra financí Iva Svobody.
Naposledy vystupoval v divadelním představení Divadla Palace Kachna na pomerančích autora Williama Douglase Homea.
Poslední rok žil v Nizozemsku. Zemřel 7. května 2012 v Praze v důsledku rakoviny plic.

## Divadelní role, výběr
- 1981 Jan Drda: Hrátky s čertem, Lucius – Národní divadlo, režie Václav Hudeček
- 1983 V. Páral, M. Horanský, V. Ron: Generální zázrak, Marian Jelínek – Městská divadla pražská, režie Ladislav Vymětal
- 1985 Alexej Dudarev: Nebyl čas na lásku, poručík – Divadlo na Vinohradech, režie Jiří Dalík

## Filmografie

### Televize
- 2006 Poslední sezóna
- 1996 Hospoda
- 1992 Hříchy pro pátera Knoxe
- 1992 Panelák
- 1989 Dědeček je lepší než pes
- 1989 Divoká srdce
- 1989 Trezor
- 1989 Vstup do ráje zakázán
- 1988 Rodáci
- 1986 Bianka Braselli – dáma s dvěma hlavami
- 1986 Gottwald
- 1986 Jak Matýsek přehodil výhybku
- 1986 Ohnivé ženy se vracejí
- 1986 Panoptikum města pražského
- 1986 Rubínová pohádka
- 1986 Stopy zločinu: Otmar čeká spojku
- 1985 Vlak dětství a naděje
- 1984 Johnny si vzal pušku
- 1982 Doktorská pohádka
- 1982 Malý pitaval z velkého města
- 1982 Ples na rozloučenou
- 1981 Mezičas
- 1980 Mít tak holku na hlídání
- 1980 Večírek pro liché
- 1979 Arabela
- 1979 Zkoušky z dospělosti

### Film
- 2007 ...a bude hůř
- 1994 Akumulátor 1
- 1990 Poslední motýl
- 1989 Divoká srdce
- 1985 Mravenci nesou smrt
- 1984 Už se nebojím
- 1982 Od vraždy jenom krok ke lži
- 1981 Hodina života
- 1981 Křtiny
- 1980 Cukrová bouda
- 1980 Něco je ve vzduchu
- 1978 Setkání v červenci
- 1977 Hop - a je tu lidoop
- 1976 Ostrov stříbrných volavek
- 1976 Smrt mouchy